# Lovers Are Lonely (sång)
"Lovers Are Lonely" är en sång av den svenske indierockartisten Timo Räisänen från 2004. Låten utgör spår nummer två på dennes debutalbum med samma namn, Lovers Are Lonely (2005). Låten utgavs även som singel, vilken föregick albumet (2004).

## Låtlista
1. "Lovers Are Lonely" (Timo Räisänen)
2. "Didn't We Almost Have It All" (Michael Masser, Will Jennings)

## Listplaceringar
| Lista (2004) | Topplacering |
| ------------ | ------------ |
| Sverige      | 29           |

### Fotnoter
1. ↑  ”Timo Räisänen”. Svensk mediedatabas. http://smdb.kb.se/catalog/search?q=Timo+R%C3%A4is%C3%A4nen+typ%3Afonogram&sort=OLDEST. Läst 17 juni 2012.
2. ↑  Placeringar på den svenska singellistan